# Muzeum voskových figurín (Jastrzębia Góra)
Muzeum voskových figurín Jastrzębia Góra, polsky Muzeum Figur Woskowych Jastrzębia Góra, je muzeum voskových figurín, které se nachází ve vesnici Jastrzębia Góra (gmina Władysławowo, okres Puck) nad pobřežím Baltského moře v Pomořském vojvodství v severním Polsku. Vstup do muzea je zpoplatněn.

## Další informace
Muzeum bylo otevřeno v roce 2017. Uvnitř se nalézá 30 postav z oblasti filmu, hudby, politiky, sportu, víry atd. a 20 dětských pohádkových postav. Muzeum je vhodné pro dětí i dospělé.

## Galerie

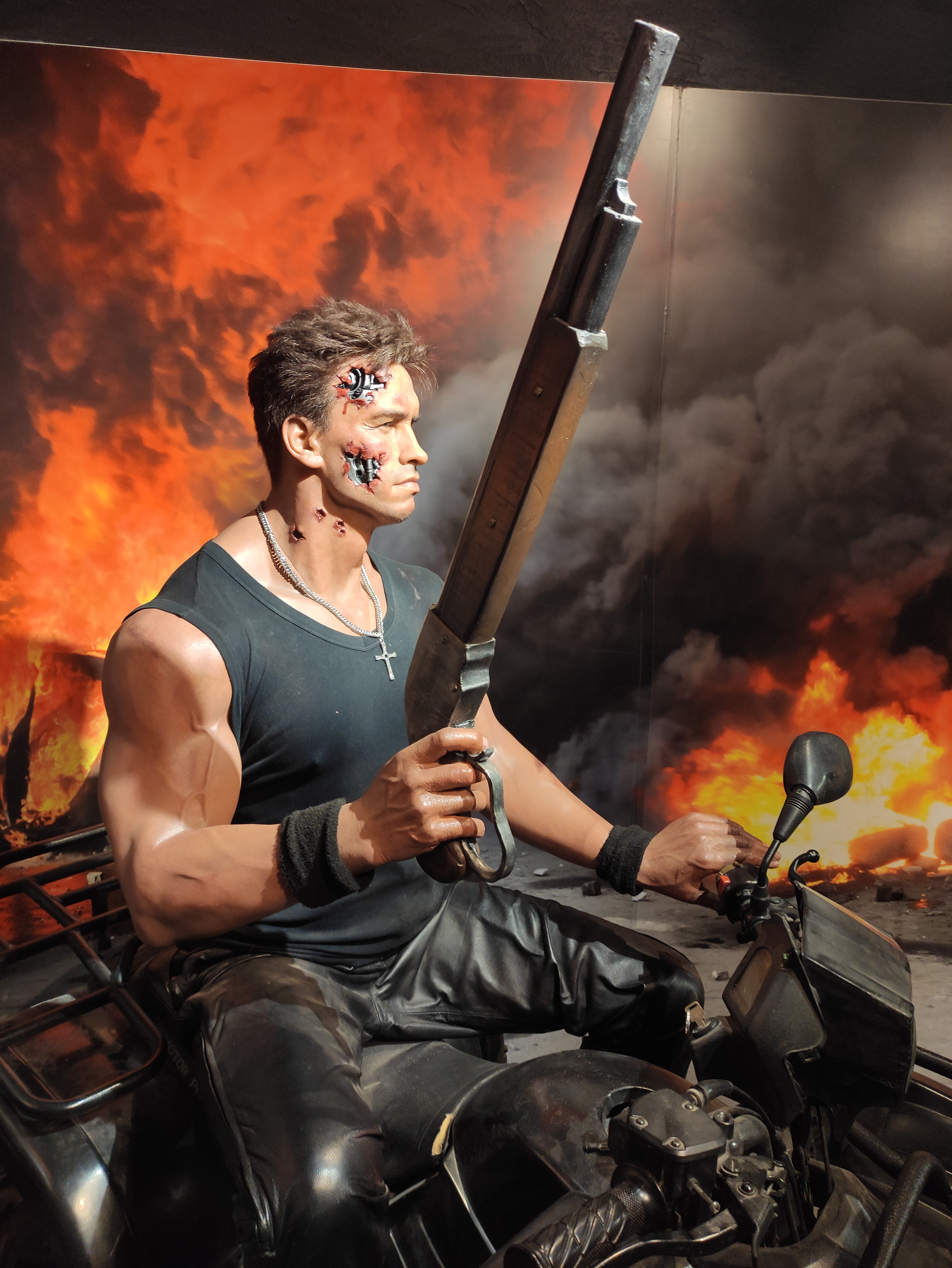
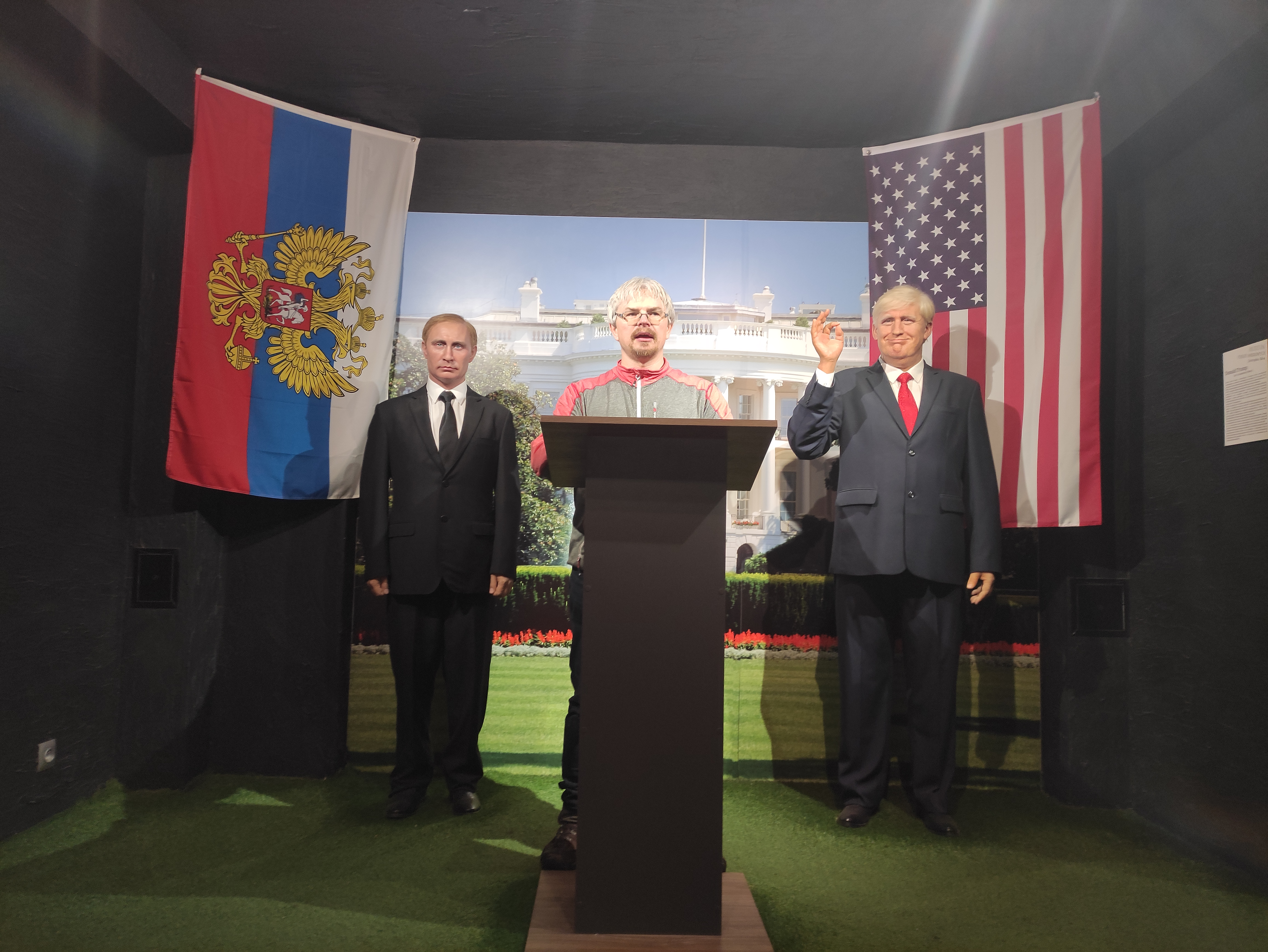